# Жиґмонд Перені (1870—1946)
Жи́ґмонд Пе́рені (угор. Zsigmond Perényi; нар. 25 листопада 1870, Пешт — пом. 18 березня 1946, Будапешт) — угорський політик, барон, міністр внутрішніх справ (1919), голова верхньої палати Державних зборів Угорщини, регентський комісар Закарпаття, хранитель святої Корони, голова Світової організації угорців, жупан Мармароської жупи (1903—1913).

## Життєпис
Батько, Жиґмонд Перені, був депутатом угорського парламенту, а дід Жиґмонд був страчений за активну участь в Угорській революції 1848—1849 років.
У 1903—1913 роках обіймав посаду жупана комітату Мараморош, а в 1913—1917 роках — державного секретаря внутрішніх справ в уряді Іштвана Тіси. На цих посадах у 1913—1914 роках брав участь в організації Другого Мараморош-Сигетського судового процесу проти православного руху на Закарпатті, що розгортався під егідою Російської імперії.
У часи Угорської радянської республіки 1919 року був заарештований комуністичним режимом. Після цього в серпні того ж року обіймав посаду міністра внутрішніх справ в уряді Іштвана Фрідріха. 1933 року призначений хранителем корони Святого Іштвана.

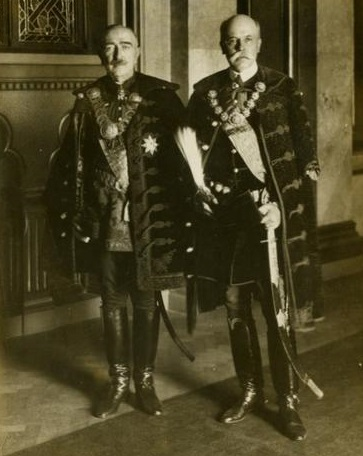
Хранителі корони Святого Іштвана барон Жиґмонд Перені (ліворуч) та граф (праворуч). Фотографія 1933 року

У міжвоєнний період, проживаючи в Будапешті, організовував активну іредентистську античехословацьку діяльність на Закарпатті, кінцевим результатом якої мало стати приєднання краю до Угорщини. Перені надсилав кошти лідерам проугорських партій, зокрема Ендре Корлату, мав агентів у Великому Севлюші, яким століттями володіла його родина. Відтак, після окупації Карпатської України угорськими військами з 28 червня 1939 року до 12 вересня 1940 року Перені обіймав посаду регентського комісара Підкарпатської території.
Заснував часопис «Kárpátaljai Közlöny–Подкарпатский Вѣстникъ», який почав щонеділі виходити з 30 липня 1939 року. Відповідальним видавцем був керівник державної друкарні в Ужгороді Йожефа Торочкої, а відповідальним редактором Вільмоша Балаша. У часописі постанови та офіційні документи Регентського комісаріату публікували двома мовами: тексти в лівій колонці угорською, а в правій — руською мовами.
У 1943—1944 роках очолював Верхню палату угорського парламенту. Подав у відставку через прихід до влади партії «Стрілохрест» Ференца Салаші. Під час здійснення в Угорщині Голокосту Перені разом із сином направив продовольство для євреїв, ув'язнених у севлюському гетто.

## Родина
Одружений з Етелкою Чех (1872—1947). У шлюбі народився син Жиґмонд (1901—1965).

## Нагороди
- Австро-Угорщина: Орден Леопольда
- Королівство Угорщина: Великий хрест Ордена Заслуг[8]